# Peter Dumbreck
Peter Dumbreck, né le 13 octobre 1973 à Kirkcaldy en Écosse, est un pilote automobile britannique.

## Biographie
Peter Dumbreck a commencé la compétition en 1984 par le karting. En 1993, il fait ses débuts dans le sport automobile au sein de la Jim Russell Racing Scholl' à Donington. Sorti vainqueur de sa promotion, il dispute et remporte en 1994 le championnat junior de Formule Vauxhall. Il récidive en 1996, mais cette fois dans le "grand" championnat, qu'il dispute au sein du Paul Stewart Racing. Sa carrière se poursuit logiquement en Formule 3 britannique, toujours au sein de l'écurie de ses compatriotes Paul et Jackie Stewart, mais malgré sa jolie troisième place finale dès sa première saison, il ne parvient pas à trouver les financements pour continuer sa carrière en Europe.
Pour le jeune Écossais, le salut passe par le Japon, où il est engagé par l'écurie TOM's (représentant officiel du constructeur Toyota) dans le championnat local de Formule 3. Dumbreck réalise la saison parfaite puisqu'il remporte le championnat avant de s'imposer en fin de saison dans le prestigieux Grand Prix de Macao qui réunit les meilleurs spécialistes mondiaux de la F3. Après son titre en F3, Dumbreck trouve logiquement un volant dans le championnat de Formula Nippon, mais il est également intégré par Mercedes à l'armada destinée à participer aux 24 heures du Mans. C'est à cette occasion que Peter Dumbreck, jusqu'alors connu des seuls initiés, obtient une soudaine célébrité : quelques heures après le départ, sa Mercedes CLR, victime d'un défaut aérodynamique, décolle à 330 km/h peu avant le virage Indianapolis et part dans un impressionnant looping avant de retomber lourdement de l'autre côté du rail de sécurité, dans une sapinière qui venait d'être taillée. Miraculeusement, il ne sera pas blessé. Une telle mésaventure était déjà survenue à deux reprises lors des essais à l'autre Mercedes engagée (avec à chaque fois Mark Webber au volant), mais seules les images de l'accident de Dumbreck feront le tour du monde.
En 2000, Dumbreck revient à temps plein en Europe pour y disputer cinq saisons durant le championnat DTM, au volant d'une Mercedes, puis d'une Opel. Sa meilleure année dans la discipline est la saison 2001, qu'il termine à la troisième place finale. En 2005, il quitte le DTM pour s'exiler une deuxième fois au Japon, dans le championnat de Super GT.

## Palmarès
- Champion "junior" de Formule Vauxhall britannique en 1994
- Champion de Formule Vauxhall britannique en 1996
- Champion du Japon de Formule 3 en 1998
- Vainqueur du GP de Macao F3 en 1998

## Résultats aux 24 heures du Mans
| Année | Voiture           | Équipe          | Équipiers                          | Résultat |
| ----- | ----------------- | --------------- | ---------------------------------- | -------- |
| 1999  | Mercedes-Benz CLR | AMG-Mercedes    | Christophe Bouchut / Nick Heidfeld | Abandon  |
| 2006  | Spyker C8-Audi    | Spyker Squadron | Tom Coronel / Donny Crevels        | Abandon  |
| 2008  | Spyker C8-Audi    | Spyker Squadron | Ralf Kelleners / Alexei Vasiliev   | Abandon  |
| 2010  | Spyker C8-Audi    | Spyker Squadron | Tom Coronel / Jeroen Bleekemolen   | 27e      |
| 2012  | HPD ARX-03a       | JRM Racing      | David Brabham / Karun Chandhok     | 6e       |